# Мбаму
Мбаму (фр. M’Bamou) — остров на реке Конго, Республика Конго. Образован озером Малебо. На юге от него расположен город Киншаса, на западе — Браззавиль. Восточная часть острова покрыта плотным массивом деревьев. Был спорной территорией Демократической Республики Конго и Республики Конго. Площадь острова — 180 км².
Ранее остров был необитаем, но к 2020 году на его берегах выросло несколько поселений (4°09′54″ ю. ш. 15°28′34″ в. д., 4°13′52″ ю. ш. 15°27′58″ в. д. и др.), судя по размеру которых, население острова составляет несколько тысяч человек.